# Уайрауит
Уайрауит — редкий минерал, представляющий собой природный сплав кобальта и железа с химической формулой CoFe. Он кристаллизуется в кубической сингонии, образуя идиоморфные зёрна размером до 7×4 мкм, обычно менее 2 мкм в диаметре. Цвет в полированном шлифе — белый, блеск металлический, твёрдость по Моосу — 4,5, плотность — 8,32 г/см³. Минерал сильно магнитен.
Впервые обнаружен в долине Вайрау на Южном острове Новой Зеландии, откуда и получил своё название. Образуется в серпентинитах при низкосернистых восстановительных условиях серпентинизации. Ассоциирует с хромитом, магнетитом, аваруитом и медью.
В России уайрауит найден на Айдырлинском месторождении в Оренбургской области и в россыпи реки Белая на Камчатке.
Из-за редкости и микроскопических размеров уайрауит не имеет практического применения и представляет интерес лишь для минералогов.